# Joanna Shapland
Joanna Shapland (* 1950) ist eine britische Psychologin und Kriminologin. Sie ist Edward Bramley Professor of Criminal Justice an der University of Sheffield und Ehrenmitglied der British Society of Criminology
Gemeinsam mit Kollegen an der University of Sheffield leitete Shapland die nationale Evaluierung der opferorientierten Justiz, die sich auf erwachsene Straftäter konzentrierte, die schwere Straftaten begangen hatten. Zu ihren Forschungsschwerpunkten zählen die Viktimologie und Restorative Justice.

## Schriften (Auswahl)
- Herausgegeben mit Stephen Farrall und Anthony Bottoms: Global perspectives on desistance. Reviewing what we know and looking to the future. Routledge, Taylor & Francis Group, New York 2016, ISBN 9781138850996.
- Herausgegeben mit Pietro Saitta und Antoinette Verhage: Getting by or getting rich? The formal, informal and criminal economy in a globalized world. Eleven International Publishing, Den Haag 2013, ISBN 9789462360563.
- Mit Gwen Robinson und Angela Sorsby: Restorative justice in practice. Evaluating what works for victims and offenders.  Routledge, New York 2011, ISBN 9781843928461.
- Herausgegeben mit Paul Knepper und Jonathan Doak: Urban crime prevention, surveillance, and restorative justice. Effects of social technologies. CRC Press, Boca Raton 2009, ISBN 9781420084375.